# WTA Long Beach 1971
Il WTA Long Beach 1971 conosciuto anche come The Billie Jean King Invitational 1971 è stato un torneo di tennis giocato sul cemento indoor. È stata la 1ª edizione del torneo, che fa parte del Virginia Slims Circuit 1971. Si è giocato a Long Beach (California) negli USA dal 14 al 20 gennaio 1971.

## Campionesse

### Singolare
Billie Jean King ha battuto in finale  Rosie Casals con il punteggio di 6–1, 6–2

### Doppio
Rosie Casals /  Billie Jean King hanno battuto in finale  Françoise Dürr /  Ann Haydon-Jones con il punteggio di 7–5, 6–3